# مسعود عربشاهی
مسعود عربشاهی (زاده ۱۹ شهریور ۱۳۱۴ – درگذشته ۲۵ شهریور ۱۳۹۸) نقاش و تندیس‌ساز ایرانی بود. وی یکی از نقاشان پیشرو و از شاخص‌ترین هنرمندان مفهومی ایران بود.

## زندگی‌نامه
مسعود عربشاهی در ۱۹ شهریور ۱۳۱۴ در تهران زاده شد. اما ریشه او به شهر کهک از توابع استان قم می‌رسد. او تک‌فرزند خانواده بود. مسعود عربشاهی در دوره نوجوانی و بین سال‌های ۱۳۲۸ تا ۱۳۳۵ تحت نظر محمود اولیا شروع به آموختن نقاشی کرد و سپس برای تحصیل بین سال‌های ۱۳۳۵ تا ۱۳۳۷ در رشته نقاشی به هنرستان تجسمی پسران تهران رفت. یکی از استادان او شکوه ریاضی بود که دانش‌آموخته مدرسه عالی ملی هنرهای زیبا (مدرسه بوزار) پاریس فرانسه و نقاشی نوگرا بود. شکوه ریاضی نقشی تعیین‌کننده‌ای برای بسیاری از هنرجویان خود از جمله عربشاهی و همکلاسی‌های او مانند صادق تبریزی، منصور قندریز، فرامرز پیل‌آرام داشت. عربشاهی در این سال‌ها از روی اشیاء و نقوش در موزه‌ها نسخه‌برداری می‌کرد و از مفرغ‌های لرستان، هنر ایلام و میان‌رودان که به آن‌ها بیشتر علاقه داشت در نقاشی‌هایش تأثیر می‌گرفت.
صادق تبریزی دربارهٔ این بخش از زندگی عربشاهی چنین می‌گوید: «دوران نوجوانی را در محضر محمود اولیا به شناخت نقاشی واقعگرا و رنگ‌های طبیعت و دست‌یابی به طراحی دقیق اشیاء و انسان سپری کرد. کسانی که شاهد این دوره از کوشش او بوده‌اند تعهد وی را برای پایه‌ریزی یک نقاشی حساب شده می‌ستایند.»

## زندگی هنری

### پیش از انقلاب
پس از گرفتن دیپلم، دو سال در ادارهٔ فرهنگ و هنر به عنوان طراح گرافیک مشغول به کار شد. در همین دوره بود که در کارگاه‌های سفال و سرامیک وزارت فرهنگ و هنر با شیوهٔ کار با این مواد و رنگ‌های لعابی آشنا شد.
مسعود عربشاهی در سال ۱۳۴۰ (خورشیدی) وارد هنرکدهٔ هنرهای تزئینی (دانشگاه هنر کنونی) شد و در همان سال ازدواج کرد. استادان این سال‌های او کسانی مانند حسین کاظمی، کریم امامی و شماری استاد فرانسوی بودند.
او نخستین نمایشگاه خود را در سال ۱۳۴۳ (خورشیدی) برگزار کرد. عربشاهی در سال ۱۳۴۷ (خورشیدی) با مدرک کارشناسی ارشد معماری داخلی از دانشگاه هنر فارغ‌التحصیل شد. او همراه با تحصیلات دانشگاهی در رشتهٔ نقاشی، مجسمه‌سازی، معماری، موفق شد به شیوه‌ای خاص، با درهم‌آمیختن نمادهای اساطیری در سنگ‌نبشتهها، خطوط و نقش‌های اسرارآمیز، بیان‌گر یگانگی و القای جهتی باشد که با شناخت در مسیری ماهرانه دنبال شده است.
مسعود عربشاهی با داشتن دهه‌ها تجربه کار در زمینهٔ نقش‌برجسته و کارهای اجرایی بر نمای ساختمان‌ها، همراه با روش منحصر به‌فرد خود در اجرای سالن‌های کنفرانس که شهرت جهانی دارد در ایران و سایر کشورها کارهای اجرایی بزرگی را انجام داده است. نقش برجسته سردر اتاق صنایع و معادن در خیابان طالقانی، سالن کنفرانس شیروخورشید (هلال احمر) در میدان ارگ (کار از ۱۳۴۸ تا ۱۳۵۰)، دیواره‌نقش‌های مرکز مدیریت صنعتی (۱۳۵۱)، تندیسی برنزی در پارک خزانه (۱۳۵۱ که ناپدید شده)، نقش برجسته‌های دیوارهای بوستان طالقانی در بزرگراه شهید حقانی و مجموعه «نور و گیاه» بر دیوار عمارت بهارستان از جمله این آثار هستند.
مسعود عربشاهی در دهه ۱۳۵۰ (خورشیدی) با دیگر هنرمندان هنرهای تجسمی مانند فرامرز پیل‌آرام و مارکو گریگوریان «گروه آزاد نقاشان و مجسمه‌سازان» را بنیان گذاشت. آنها با یاری کسانی چون سیراک ملکنیان و مرتضی ممیز نمایشگاه‌هایی در ایران و نیز کشورهای دیگر برگزار کردند. در سال‌های پایانی دودمان پهلوی کتاب اوستا از دیدگاه هنر نو را با همکاری فیروز شیروانلو منتشر کرد. این کتاب بیش از ۸۰ نقاشی مسعود عربشاهی بود که قطعاتی از اوستا در پایین هر تصویر آن نوشته شده بود. این اثر به زبان‌های فارسی، انگلیسی و فرانسه منتشر شد.

### پس از انقلاب
پس از انقلاب ۱۳۵۷ ایران مسعود عربشاهی همچون بسیاری از هنرمندان دیگر برای مدتی از ایران رفت و چند سال را در فرانسه و آمریکا سپری کرد. اقامت در خارج از کشور او را با آثار و رویکردها و مواد و مصالح دیگر در هنرهای تجسمی آشنا کرد. او در آن سال‌ها نیز به برگزاری نمایشگاه و کار نقش‌برجسته پرداخت. پس از بازگشت به ایران در دهه ۱۳۷۰ (خورشیدی) چندین نمایشگاه از کارهای خود را در گالری‌های سیحون، گلستان و برگ برپا کرد. همچنین برای بناهای دیگری نیز از جمله تالار اجلاس سران کشورهای اسلامی (۱۳۷۷) نقش برجسته طراحی و اجرا کرد. آخرین نمایشگاه عربشاهی در میانه دهه ۱۳۸۰ (خورشیدی) برگزار شد.
در دهه ۱۳۸۰ و در جریان بازسازی ساختمان مجلس برای ساخت ساختمان مجلس شورای اسلامی، مجموعه نور و گیاه که با ابعاد ۴ در ۹ متر بر دیوار مجلس نصب بود، آسیب دید و بیشتر لته‌های آن از بین رفت.

## سبک
عربشاهی در دوران تحصیل در هنرکده بیشتر تحت تأثیر هنر دوران باستان بود. امروز او همچنان کار گچ و سفال را ادامه می‌دهد و خطوط و نقش‌ها را بر نقاشی‌هایش اضافه می‌کند و زیربنای آثارش را فرم‌های خاصی تشکیل می‌دهد که به ساختار و طرز تفکرش برمی‌گردد. بنایی در زمینه‌هایی از معنویت و مفهوم که به واکاوی و ریشه‌یابی و تغییراتی منجر می‌شود. مسعود عربشاهی یکی از نشانه‌های مستحکم سقاخانه را پایه‌ریزی کرد و در تحولی چشمگیر مروج نقش و نقوش اساطیری و رد و نشانه‌های پیچیده و مانده در ابهام ایران عهد باستان شد و تا بدانجا پیش رفت که در پاره‌ای از آثارش آشکارا محاسبات ریاضی و هندسی را مدنظر قرار داد. مسعود عربشاهی بن‌مایه‌های اساطیری هنر کهن را با روش‌های مدرن و رویکردی انتزاعی بازنمایی می‌کرد. خود گفته است در تب‌وتاب آن بود که معنای نمادهای گذشتگان را چنان‌که سازندگان‌شان به کار می‌بردند دریابد و از این راه مردمانی را که پیش از او بر این خاک می‌زیستند بشناساند.

## جوایز
مسعود عربشاهی جایزهٔ نخست چهارمین بی‌ینال تهران (جایزهٔ اول هنرهای زیبای کشور) را در فروردین ۱۳۴۳، جایزهٔ اول در نمایشگاه بین‌المللی موناکو ـ فرانسه را در سال ۱۳۵۲، جایزهٔ اول در نمایشگاه روز مادر ۱۳۵۲ و همچنین جایزهٔ اول در مسابقهٔ مجسمه‌سازی تهران را در سال ۱۳۵۳ به دست آورده است.

## نمایشگاه‌ها
۱۹ نمایشگاه انفرادی در ایران، ایالات متحده آمریکا، و فرانسه از آثار مسعود عربشاهی برپا شده است. همچنین در بیش از ۴۰ نمایشگاه گروهی در ایران، آمریکا، فرانسه، سوئیس، تونس، ایتالیا، مراکش، و انگلستان شرکت داشته است.

## آثار شهری
- نقش برجسته مسی اتاق صنایع و معادن (که در حال حاضر به یکی از ادارات بانک تجارت تبدیل شده است)، خیابان طالقانی ۱۳۴۹
- نقش برجسته بتنی بزرگراه شهید مدرس[۱۸]

## درگذشت
مسعود عربشاهی ۲۵ شهریور ۱۳۹۸ در سن ۸۴ سالگی بر اثر بیماری قلبی - ریوی در بیمارستان عرفان تهران درگذشت. او در کنار پدرش، سعد الحکما، در شهرستان کهک استان قم در بقعه معروف عربشاهی به خاک سپرده شد.